# LOVE (嵐)
《Love》是嵐的第15張專輯，第12枚原創專輯，於2013年10月23日發行。唱片公司為J Storm。

## 概要
- 與上一張原創專輯《Popcorn》相距約1年。
- 收錄第40張單曲「Calling / Breathless」和第41張單曲「Endless Game」，一共3首A面曲。
- 新曲「P・A・R・A・D・O・X」為此專輯的主打曲目。
- 與前作相同，本作收錄了各成員的獨唱曲。
- 本作分「初回限定盤」和「CD盤」2種版本
- 「初回限定盤A」收錄了新曲「P・A・R・A・D・O・X」的PV，繼「Lucky man」和「未知的世界」以來第三首擁有PV的專輯收錄曲。
- 據日本公信榜，專輯首日銷量為327,985張，為自身專輯初日銷量創新高。
- 在11月4日、11日於公信榜專輯週排行榜取得第1位。首週銷售達67萬張，累積銷售73.2萬張，是自2009年《1999-2009 完全精選!》專輯以來連續5張專輯在週間銷量超過50萬。繼EXILE後，第二組男性組合連續十年於公信榜專輯週排行榜均有專輯取得第1位。

## 收錄內容

### CD
1. 歌頌愛（愛を歌おう ）
（作詞:SQUAREF、mfmsiQ、John World、Rap詞:櫻井翔、作曲:Benny Jansson、編曲:佐々木博史）
2. 再見之後（ サヨナラのあとで ）
（作詞:R.P.P.、作曲:MiNE、Atsushi Shimada、Fredrilk Samsson、編曲:吉岡たく）
3. CONFUSION 
（作詞:Shigeo、Macoto56、作曲:Joe Killington、Katerina Bramley、Tim Worithington、Michael Conn、編曲:石塚知生）
4. Hit the floor
（作詞:alleztune、作曲:川口進、BERT、ROLF、編曲:石塚知生）
大野智獨唱
5. P・A・R・A・D・O・X
（作詞:AKIRA、H&Co.、SQUAREF、s-Tnk、Rap詞:櫻井翔、作曲:James Bird、Olly Goodman、Michael Duke、Emma Rohan、編曲:A.K.Janeway、吉岡たく、James Bird、Olly Goodman、Michael Duke、Emma Rohan）
主打曲目
6. sugar and salt
（作詞:100+、Rap詞:櫻井翔、作曲･編曲:韻シスト）
櫻井翔獨唱
7. Breathless
（作詞：HYDRANT、作曲：Takuya Harada・Christofer Erixon・Joakim Björnberg、編曲：佐々木博史）
40th單曲。電影《白金數據》的主題曲。
8. 第20825天之歌（20825日目の曲）
（作詞･作曲:二宮和也、編曲:ha-j、二宮和也）
二宮和也獨唱
9. Rock Tonight 
（作詞･作曲:100+、編曲:BJ Khan）
10. Endless Game
（作詞：100+、作曲：Chris Janey, Dyce Taylor、編曲：2H, Chris Janey）
41st單曲。富士電視台水十檔連續劇《家族遊戲》主題曲。
11. Calling
（作詞：s-Tnk・eltvo、作曲：Andreas Johansson・youwhich、編曲：石塚知生）
40th單曲。富士電視台火九連續劇《LAST HOPE》主題曲。
12. 給夜空的信（夜空への手紙）
（作詞:阿部祐也、作曲:ニホンジン、編曲:BIGSHOOTER BOYS）
相葉雅紀獨唱
13. Dance in the dark
（作詞:HYDRANT、作曲:Takuya Harada、SkyLine、Christofer Erixon、編曲:Pieni　tonttu）
松本潤獨唱
14. Starlight kiss
（作詞:AKIRA,s-Tnk、Rap詞:櫻井翔、作曲:Fredrik“Figge”Bostrom、川口進、編曲:川口進）
15. FUNKY 
（作詞:mfmsiQ、s-Tnk、作曲:BJ　Khan、Takuya　Harada、Joakim　Bjornberg、Christofer　Erixon、編曲:BJ　Khan）
16. Tears
（作詞:小川貴史、SQUAREF、作曲:加藤裕介、編曲:BJ　Khan）

### DVD
1. P・A・R・A・D・O・X（Music Video）